# サーベイリサーチセンター
株式会社 サーベイリサーチセンター（英: SURVEY RESEARCH CENTER CO. LTD）は、東京都荒川区に本社を置く、日本の調査会社である。

## 概要
総合調査会社として、業務を「世論・計画分野」「都市・交通分野」「マーケティング・リサーチ分野」という3分野に分け、各種世論調査や市場調査、社会調査の実施、コンサルタント・シンクタンク業務等を行っている。全国的な調査に対応しており、日本国内の自治体の半数以上は何らかの形で調査や計画に携わっているとしている。

## 沿革
- 1975年2月 - 設立[2]。

## 業務内容
| 分野                     | 内容 |
| ------------------------ | --- |
| 世論・計画               | 政府統計・国政 都道府県・市区町村政 防災・災害・復興                                                                |
| 都市・交通               | 道路計画・道路交通対策関連 都市計画・都市交通戦略関連 都市・交通施設関連 出店計画・開発計画・インフラ老朽化対策関連 |
| マーケティング・リサーチ | 市場戦略 顧客戦略（訪日外国人等観光含） 商品・サービス戦略 店舗・販売戦略 ブランド戦略 セミナー                     |